# Hamad de Zanzíbar
Sayyid Hamad ibn Thuwaini Al-Busaid, GCSI, (1857 - 25 de agosto de 1896) (en árabe: حمد بن ثويني البوسعيد‎) (también Hamid) fue el quinto sultán de Zanzíbar. Reinó desde el 5 de marzo de 1893 al 25 de agosto de 1896.
Era hijo del sultán Thuwaini de Omán, y por lo tanto sobrino de los sucesivos sultanes de Zanzíbar. A la muerte de su tío Alí se convirtió en el heredero al trono.
Se casó con sus primas, la princesa Turkia bint Turki al-Said, hija de Turki ibn Said, otro de los sultanes de Omán y la princesa Nunu bint Barghash al-Said, hija de Barghash ibn Said, otro de los sultanes de Zanzíbar. Hamad murió repentinamente a las 11.40 a. m. del 25 de agosto de 1896 casi con seguridad envenenado por su primo Khalid, que se proclamó nuevo sultán y que ocupó el trono durante tres días antes de ser derrotado por el Reino Unido tras la guerra anglo-zanzibariana "la guerra más breve del mundo", que sólo duró 38 minutos, el tiempo que los británicos bombardearon el palacio del sultán.

## Títulos
- 1857-1893: Sayyid Hamad ibn Thuwaini
- 1893-1894: Su Alteza el Sultán Sayyid Hamad bin Thuwaini, sultán de Zanzíbar
- 1894-1896: Su Alteza el Sultán Sayyid Sir Hamad bin Thuwaini, sultán de Zanzíbar[1]

## Honores
- Gran Cruz de la Orden de la Corona de Italia -1893
- Caballero de la Orden de la Estrella de la India (GCSI) -1894
- Gran Cruz de la Orden del Águila Roja, 1ª clase de Prusia -1895[1]